# 7076 Divnýjanko
A 7076 Divnýjanko (ideiglenes jelöléssel (7076) 1980 UC) a Naprendszer kisbolygóövében található aszteroida. Zdeňka Vávrová fedezte fel 1980. október 30-án.